# Toxicodendron vernix
Toxicodendron vernix (L.) Kuntze (Syn.: Rhus vernix L.) ist eine Pflanzenart aus der Gattung Toxicodendron innerhalb der Familie der Sumachgewächse (Anacardiaceae). 
Alle Pflanzenteile enthalten ein öliges Urushiol, das Irritationen auf der Haut und den Schleimhäuten von Menschen auslösen kann und ein Derivat des Brenzcatechins ist. Das Einatmen des Rauchs verbrannter Pflanzen kann Hustenanfälle, begleitet von extremen Schmerzen und gelegentlichen Atemproblemen, auslösen.

## Beschreibung

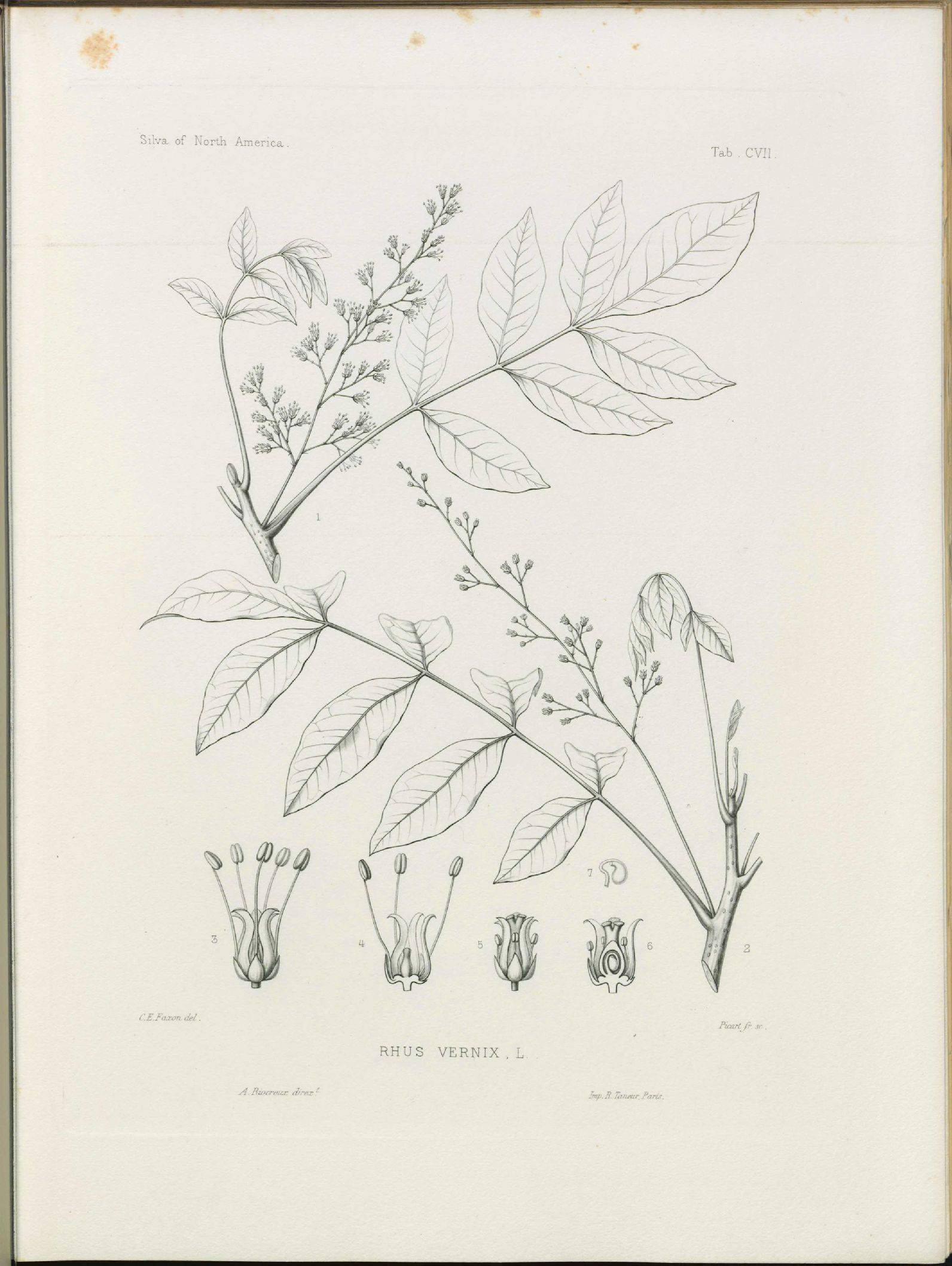
Illustration aus Silva of North America. Volume III: Anacardiaceæ - leguminosæ, S. 42

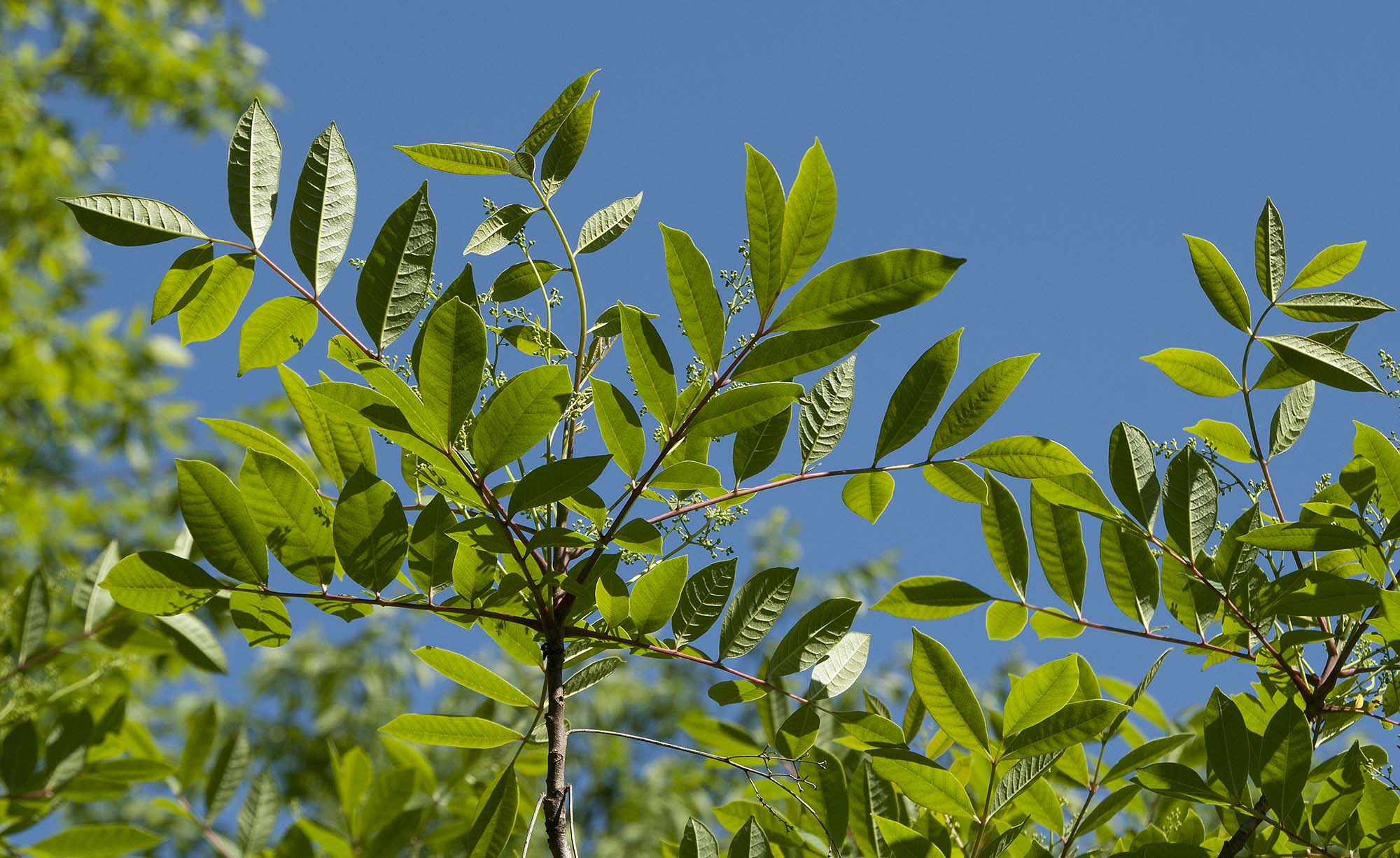
Zweige mit Laubblättern im Habitat im Cedarburg Bog State Natural Area im Ozaukee County (Wisconsin)

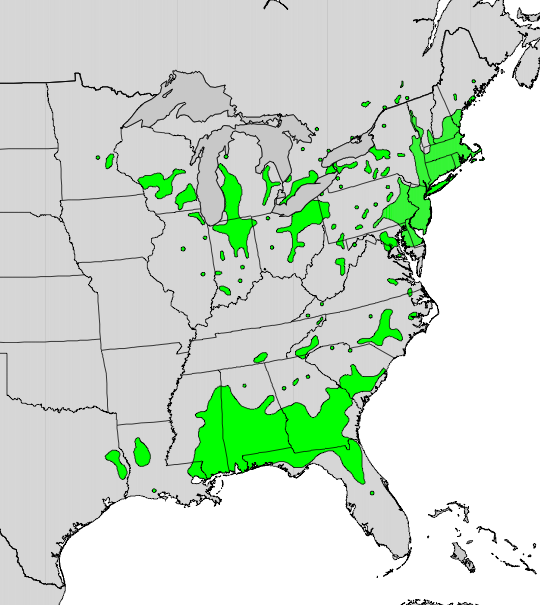
Verbreitungsgebiet

### Vegetative Merkmale
Toxicodendron vernix wächst als laubabwerfender Strauch oder kleiner Baum, der Wuchshöhen von bis zu 9 Metern erreicht. Die Rinde der Zweige ist anfangs hell-grau und wird mit zunehmendem Alter dunkler. Toxicodendron vernix führt ein giftiges, reizendes Exsudat.
Die wechselständig angeordneten Laubblätter sind in Blattstiel und -spreite gegliedert. Die unpaarig gefiederte Blattspreite besteht aus 7 bis 13 Blättchen. Die spitzen bis zugespitzten, ganzrandigen, kahlen Blättchen sind bei einer Länge von bis 12 Zentimeter eiförmig bis verkehrt-eiförmig mit keilförmiger Basis. Ihre Unterseite ist kahl oder spärlich flaumig behaart. Die kurzen Stiele der Blättchen sind rot und teilweise rötlich umrahmt, insbesondere am oberen Ende der Pflanze.

### Generative Merkmale
Toxicodendron vernix ist meist zweihäusig getrenntgeschlechtig (diözisch). In seitenständigen, rispigen und behaarten Blütenständen sind die gestielten Blüten locker angeordnet. Die kleinen, fünfzähligen, grünlich-weißen und funktionell eingeschlechtigen Blüten sind etwa 3 Millimeter groß mit doppelter Blütenhülle. Staminodien oder ein Pistillode werden meist ausgebildet. Die Staubblätter sind vorstehend. Der Fruchtknoten ist oberständig, mit kurzem, dreiteiligem Griffel. Es ist ein gelappter Diskus vorhanden.
Die bei Reife grauen oder cremefarbenen, kahlen, einsamig Steinfrüchte sind 5 bis 6 Millimeter groß, etwa kugelförmig und etwas abgeflacht.

## Vorkommen
Rhus vernix ist in den östlichen Vereinigten Staaten und im äußersten Südosten Kanadas verbreitet. Sie wächst ausschließlich auf feuchten, lehmigen Böden, normalerweise in Sümpfen und Torfmooren.

## Taxonomie
Die Erstveröffentlichung erfolgte 1753 unter dem Namen (Basionym) Rhus vernix durch Carl von Linné in Species Plantarum, Band 1, Seite 265. Die Neukombination zu Toxicodendron vernix (L.) Kuntze wurde 1891 durch Kuntze in Revisio Generum Plantarum, Band 1, Seite 153.veröffentlicht.

## Giftigkeit
In Bezug auf das Potential, ein Urushiol-induziertes Kontaktekzem auszulösen, übertrifft Toxicodendron vernix seine nahen Verwandten Toxicodendron radicans und Toxicodendron diversilobum. Nach Einschätzung einiger Botaniker handelt es sich bei Toxicodendron vernix um die giftigste Pflanzenart in den Vereinigten Staaten.
Die Unterschiede in der Giftigkeit der drei Arten rühren aus den verschiedenen Seitenketten der in den Pflanzenteilen enthaltenen chemischen Substanzen. Normalerweise kommen bei Toxicodendron radicans C15- und bei Toxicodendron diversilobumC17-Ketten vor, während es bei Toxicodendron vernix eine C13-Kette ist.
Die Dermatitis selbst äußert sich in schmerzhaften und langwährenden Schwellungen und Hautausschlägen. Im schlimmsten Fall führt das Einatmen des Rauches verbrannter Pflanzen zu einem lebensbedrohlichen Lungenödem, wenn die Lungenbläschen sich mit Flüssigkeit füllen.

## Trivialnamen
Englischsprachige Trivialnamen sind poison sumac, swamp sumac und thunderwood, der insbesondere im Süden seines Verbreitungsgebietes verwendet wird. Ältere Trivialnamen sind Giftesche, Vernisbaum, Giftbaum und Firnisbaum.